# Isabel Rey
Isabel Rey (València, 1965?) és una soprano valenciana.
Estudià música a la seva ciutat natal i a l'edat de vuit anys començà a cantar amb el grup musical, Los Pequeños Cantores de València. Per aquell temps, començaria a estudiar al Conservatori de València. Als catorze anys començà cant amb la professora valenciana, Ana Lluïsa Chova. Aviat guanyaria el Premi Especial de Graduació.
Als setze anys començà la seva carrera professional donant recitals per la seva comunitat en espanyol, francès o alemany. En acabar els seus estudis de música es traslladà a viure a Barcelona per estudiar amb els professors Tatiana Menotti i Joan Olcina. Va rebre classes de màster amb Montserrat Caballé, Alfredo Kraus, Renata Scotto i Ileana Cotrubas. Guanyà diversos premis a concursos internacionals, com a Verviers (Bèlgica), Bilbao, Barcelona, Sabadell, Tolosa, etc.
En 1987 començà la seva trajectòria operística amb un paper a l'obra La sonnambula de Bellini i posteriorment fou habitual dels teatres de l'òpera de Suïssa, Alemanya, Japó, Estats Units, Anglaterra, Països Baixos, Espanya, França, Àustria, Grècia, Bèlgica, Itàlia, etc.
Ha treballat amb les millors veus del panorama de l'òpera actual: Josep Carreras, Carlos Chausson, Rodney Gilfry, Joan Pons, Eva Mei, Liliana Nikiteanu, Elisabeth von Magnus, Robert Holl, Volker Vogel, Martin Zysset, Nancy Fabiola Herrera, Ismael Jordi, etc.
Els crítics de la lírica han jutjat el seu treball, com Xavier Pujol per El País: "Gràcia, bon estil i qualitat i justa expressivitat" (22 de juliol de 2008) o com Nini Detici per El Correo Digital: "Una veu angelical, el recital de Isabel Rey" (12 d'agost de 2006). És una soprano "tot terreny" de gran talent, ja que canta tota mena de registres i papers per soprans, de qualsevol autor: Donizetti, Mozart, Bellini, Puccini, Purcell, Stravinsky, Debussy, o Massenet. També canta sarsueles.
És patrona de la Fundació Claros per la lluita contra la sordesa profunda i col·laboradora de la Fundació de Josep Carreras contra la leucèmia.